# Pakistanische Cricket-Nationalmannschaft in England in der Saison 2021
Die Tour der pakistanischen Cricket-Nationalmannschaft nach England in der Saison 2021 fand vom 8. bis zum 20. Juli 2021 statt. Die internationale Cricket-Tour war Bestandteil der Internationalen Cricket-Saison 2021 und umfasste drei ODIs und drei Twenty20. Die ODIs waren Teil der ICC Cricket World Cup Super League 2020–2023. England gewann die ODI-Serie 3–0 und die Twenty20-Serie 2–1.

## Vorgeschichte
England spielte zuvor eine Tour gegen Sri Lanka, für Pakistan war es die erste Tour der Saison. Das letzte Aufeinandertreffen der beiden Mannschaften bei einer Tour fand in der Saison 2020 in England statt.

## Stadien
Die folgenden Stadien wurde für die Tour als Austragungsort vorgesehen.
| Stadion                     | Stadt      | Kapazität | Spiele |
| --------------------------- | ---------- | --------- | ------ |
| Edgbaston Cricket Ground    | Birmingham | 24.803    | 3. ODI |
| Sophia Gardens              | Cardiff    | 15.643    | 1. ODI |
| Headingley Stadium          | Leeds      | 17.000    | 2. T20 |
| Lord’s Cricket Ground       | London     | 30.000    | 2. ODI |
| Old Trafford Cricket Ground | Manchester | 19.000    | 3. T20 |
| Trent Bridge                | Nottingham | 15.350    | 1. T20 |

## Kaderlisten
Pakistan benannte seine Kader am 4. Juni 2021.
England benannte seinen ODI-Kader ursprünglich am 3. Juli 2021. Nachdem mehrere SARS-CoV-2-Infektionen im Team gemeldet wurden, musste der Kader inklusive Trainer am 6. Juli in Quarantäne. Daraufhin wurde am gleichen Tag ein Ersatz-ODI-Kaer benannt.
| ODI | ODI | Twenty20 | Twenty20 |
| England | Pakistan | England | Pakistan |
| --- | --- | --- | --- |
| - Ben Stokes (K) - Jake Ball - Danny Briggs - Brydon Carse - Zak Crawley - Ben Duckett (wk) - Lewis Gregory - Tom Helm - Will Jacks - Dan Lawrence - Saqib Mahmood - Dawid Malan - Craig Overton - Matt Parkinson - David Payne - Phil Salt - John Simpson (wk) - James Vince | - Babar Azam (K) - Shadab Khan (VK) - Shaheen Afridi - Salman Ali Agha - Sarfaraz Ahmed (wk) - Haider Ali - Hasan Ali - Faheem Ashraf - Mohammad Hasnain - Sohaib Maqsood - Mohammad Nawaz - Usman Qadir - Haris Rauf - Mohammad Rizwan (wk) - Abdullah Shafique - Saud Shakeel - Haris Sohail - Imam-ul-Haq - Fakhar Zaman | - Eoin Morgan (K) - Moeen Ali - Jonny Bairstow (wk) - Jake Ball - Tom Banton - Jos Buttler (wk) - Tom Curran - Lewis Gregory - Chris Jordan - Liam Livingstone - Saqib Mahmood - Dawid Malan - Matt Parkinson - Adil Rashid - Jason Roy - David Willey | - Babar Azam (K) - Shadab Khan (VK) - Shaheen Afridi - Sarfaraz Ahmed (wk) - Haider Ali - Hasan Ali - Faheem Ashraf - Mohammad Hafeez - Mohammad Hasnain - Arshad Iqbal - Azam Khan - Sharjeel Khan - Sohaib Maqsood - Mohammad Nawaz - Usman Qadir - Haris Rauf - Mohammad Rizwan (wk) - Imad Wasim - Mohammad Wasim - Fakhar Zaman |

## Tour Matches
| 1. Juli | Derby | Barbar Azam XI 364-5 (50)           | – | Shadab Khan XI 200 (32.4) |
|         |       | Barbar Azam XI gewinnt mit 164 Runs |   |                           |

## One-Day Internationals

### Erstes ODI in Cardiff
| 8. Juli Scorecard | Cardiff | Pakistan 141 (35.2)           | – | England 142-1 (21.5) |
|                   |         | England gewinnt mit 9 Wickets |   |                      |

England gewann den Münzwurf und entschied sich als Feldmannschaft zu beginnen. Als Spieler des Spiels wurde Saqib Mahmood ausgezeichnet.

### Zweites ODI in London
| 10. Juli Scorecard | London (Lord’s) | England 247 (45.2/47)       | – | Pakistan 195 (41/47) |
|                    |                 | England gewinnt mit 52 Runs |   |                      |

Pakistan gewann den Münzwurf und entschied sich als Feldmannschaft zu beginnen. Als Spieler des Spiels wurde Lewis Gregory ausgezeichnet.

### Drittes ODI in Birmingham
| 13. Juli Scorecard | Birmingham | Pakistan 331-9 (50)           | – | England 332-7 (48) |
|                    |            | England gewinnt mit 3 Wickets |   |                    |

England gewann den Münzwurf und entschied sich als Feldmannschaft zu beginnen. Als Spieler des Spiels wurde James Vince ausgezeichnet.

## Twenty20 Internationals

### Erstes Twenty20 in Nottingham
| 16. Juli Scorecard | Nottingham | Pakistan 232-6 (20)          | – | England 201 (19.2) |
|                    |            | Pakistan gewinnt mit 31 Runs |   |                    |

England gewann den Münzwurf und entschied sich als Feldmannschaft zu beginnen. Als Spieler des Spiels wurde Shaheen Shah Afridi ausgezeichnet.

### Zweites Twenty20 in Leeds
| 18. Juli Scorecard | Leeds | England 200 (19.5)          | – | Pakistan 155-9 (20) |
|                    |       | England gewinnt mit 45 Runs |   |                     |

Pakistan gewann den Münzwurf und entschied sich als Feldmannschaft zu beginnen. Als Spieler des Spiels wurde Moeen Ali ausgezeichnet.

### Drittes Twenty20 in Manchester
| 20. Juli Scorecard | Manchester | Pakistan 154-6 (20)           | – | England 155-7 (19.4) |
|                    |            | England gewinnt mit 3 Wickets |   |                      |

Pakistan gewann den Münzwurf und entschied sich als Schlagmannschaft zu beginnen. Als Spieler des Spiels wurde Jason Roy ausgezeichnet.

## Auszeichnungen

### Player of the Series
Als Player of the Series wurden der folgende Spieler ausgezeichnet.
| Serie   | Player of the Series |
| ------- | -------------------- |
| ODI     | Saqib Mahmood        |
| Tweny20 | Liam Livingstone     |

### Player of the Match
Als Player of the Match wurden die folgenden Spieler ausgezeichnet.
| Spiel       | Player of the Match |
| ----------- | ------------------- |
| 1. ODI      | Saqib Mahmood       |
| 2. ODI      | Lewis Gregory       |
| 3. ODI      | James Vince         |
| 1. Twenty20 | Shaheen Shah Afridi |
| 2. Twenty20 | Moeen Ali           |
| 3. Twenty20 | Jason Roy           |